# معهد روشيستر للتكنولوجيا
معهد روشيستر للتكنولوجيا (آر آي تي) يعتبر جامعة بحثية خاصة تتواجد في ضاحية هينرييتا التابعة لمنطقة روشيستر في ولاية نيويورك. 
يتألف المعهد من تسع كليات أكاديمية من ضمنها واحدة تسمى المعهد الوطني التقني للصُم. ويضم المعهد أيضا كلية للهندسة والتي تعتبر من القلائل من نوعها في ولاية نيويورك. تشتهر الجامعة ببرامجها في الفنون الجميلة والحوسبة والهندسة وعلوم التصوير. العديد من برامجها في الفنون الجميلة تتواجد دائماً في قائمة «أفضل عشرة» لبرامج الفنون الجميلة الأكاديمية على مستوى الولايات المتحدة الأمريكية.

## تاريخ المعهد
المعهد كما يعرف اليوم بدأ نتيجة اندماج بين روشيستر اثينيوم وهو بمثابة نادي أدبي أسس عام 1829 عن طريق العقيد نايثنال روشيستر وشركائه وبين ميكانكس انستيتوت وهو معهد للتدريب التقني للسكان المحليين أسس عام 1885 من قبل مجموعة من رجال الأعمال المحليين. من ضمن هؤلاء الرجال الكابتن هنري لومب (المؤسس المشارك لشركة بوش آند لومب). في ذاك الوقت تم تسمية المعهد المكون من هذا الاندماج بمعهد اثينيوم وميكانكس (أو اختصاراً برامي). في عام 1944 تم تغيير مسمى الجامعة إلى معهد روشيستر للتكنولوجيا.
في عام 1966 ميلادية تم اختيار آر آي تي عن طريق الحكومة الفيدرالية لتكون الموقع الذي سيُبنى فيه المعهد المنشئ حديثاُ والمسمى بالمعهد الوطني التقني للصم. استقطب المعهد دفعته الطلابية الأولى في عام 1968 تزامناً مع تحول آر آي تي إلى حرمها الجامعي الجديد في مدينة هينرييتا.
في عام 1990 بدأت آر آي تي بتقديم أول برنامج للدكتوراه فيها في تخصص العلوم التصويرية والذي يعد الأول من نوعه في أمريكا. تلا ذلك تباعاً العديد من برامج الدكتوراه في الجامعة حتى شملت ست مجالات هي علوم وتقنية الفيزياء الفلكية، الحوسبة وعلوم المعلوماتية، علوم اللون، الهندسة الدقيقة، الاستدامة، والهندسة التطبيقية. وفي عام 1996 ميلادية أصبحت آر آي تي أول كلية في أمريكا تقدم شهادة بكالوريوس في هندسة البرمجيات.

## حرم الجامعة

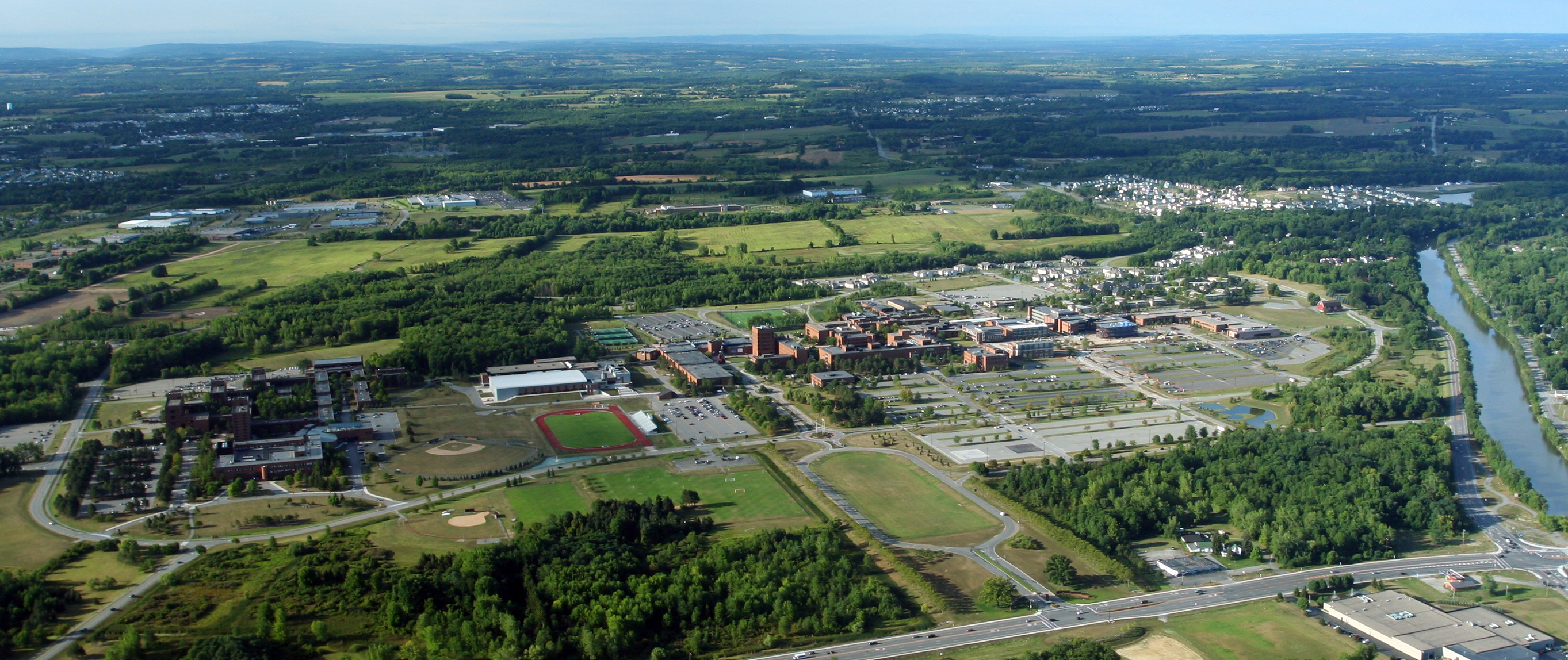
حرم جامعة أى آي تي كما يُشاهد من الجو (باتجاه الجنوب). كما يُرى نهر جينيسي على اليمين (2007).

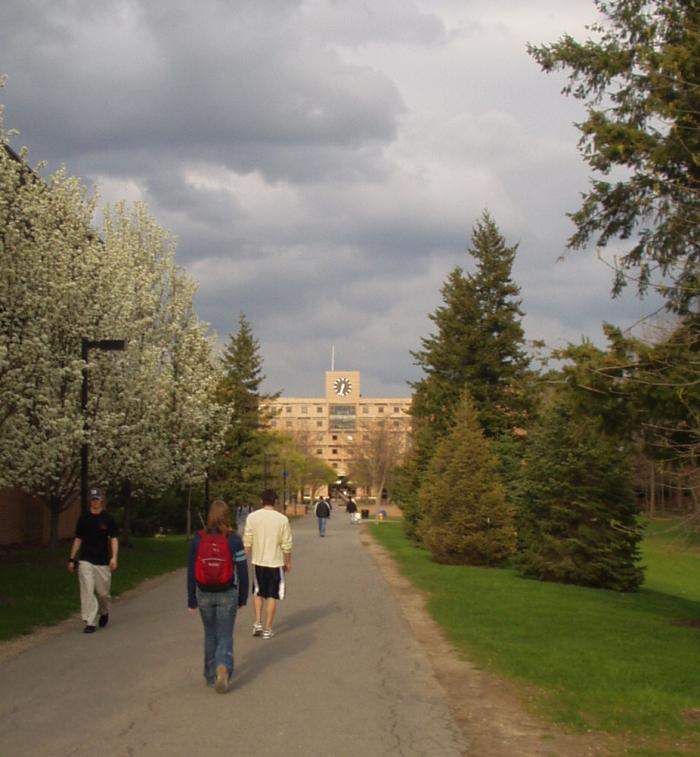
ممشى الربع ميل في آر آي اي

مساحة الأرض التي يوجد بها حرم الجامعة تقدر بـ 1300 هكتار (5.3 كليومتر مربع). غالبا هذه المساحة مغطى بأرض مليئة بالأشجار وبحيرات صغيرة من الماء العذب. يحوي حرم الجامعة 237 مبناً ويغطي 5.1 مليون قدم مربع (474,000 متر مربع) من مساحة بنيانية. الاستخدام الطاغي للطوب في مباني الجامعة (يقدر عدد الطوب المستخدم في مباني الجامعة بحوالي 14,673,565 مليون طوبة بأواخر عام 2006) دعى طلاب الجامعة لإطلاق تسمية «مدينة الطوب» على الجامعة ككل.
في عام 2009 تم تسمية حرم الجامعة «قائد في الاستدامة لحرم الجامعة» من قبل مؤوسسة المنح المستدامة.
حرم يحتوي على مبنى قوردن فيلد هاوس المجاور لممشى الربع ميل وهو مبنى بمساحة تقدر بـ 160,000 قدم مربع (15,000 متر مربع) وارتفاع طابقين. افُتتح هذا المبنى في عام 2004 وسميَ بقوردن تكريماً لذكرى لويس «بوب» قوردن وزوجته ماري. مبنى قوردن فيلد يحتضن العديد من الأنشطة الجامعية والمجتمعية للمدينة منها الحفلات الموسيقية، يوم المهنة، المسابقات الرياضية، حفل التخرج ومناسبات أخرى.

## التنظيم والإدارة
الرئيس الحالي للمعهد هو ويليام ديستلر، نائب الرئيس سابقاً لشؤون الطلاب وأيضاً عميد في جامعة ماري لاند في كولاج بارك. يعد ديستلر الرئيس التاسع في تاريخ آر آي تي. استلم منصب الرئاسة خلفاً للآلبرت سيميون والذي تقاعد بعد خمس عشرة عاماً قضاها في آر آي تي.
تُقدر ميزانية المعهد لعام 2010/2011 بحدود 601 مليون دولار أمريكي، زيادةً عن الـ 571 مليون دولار في العام الذي سبقه. فيما يقدر صندوق الهبات لجامعة آر آي تي بمبلغ 544 مليون دولار.
تعتبر الجامعة عضواً في رابطة جامعات التكنولوجيا المستقلة.

### الكليات
حالياً تضم الجامعة تسع كليات وهي:

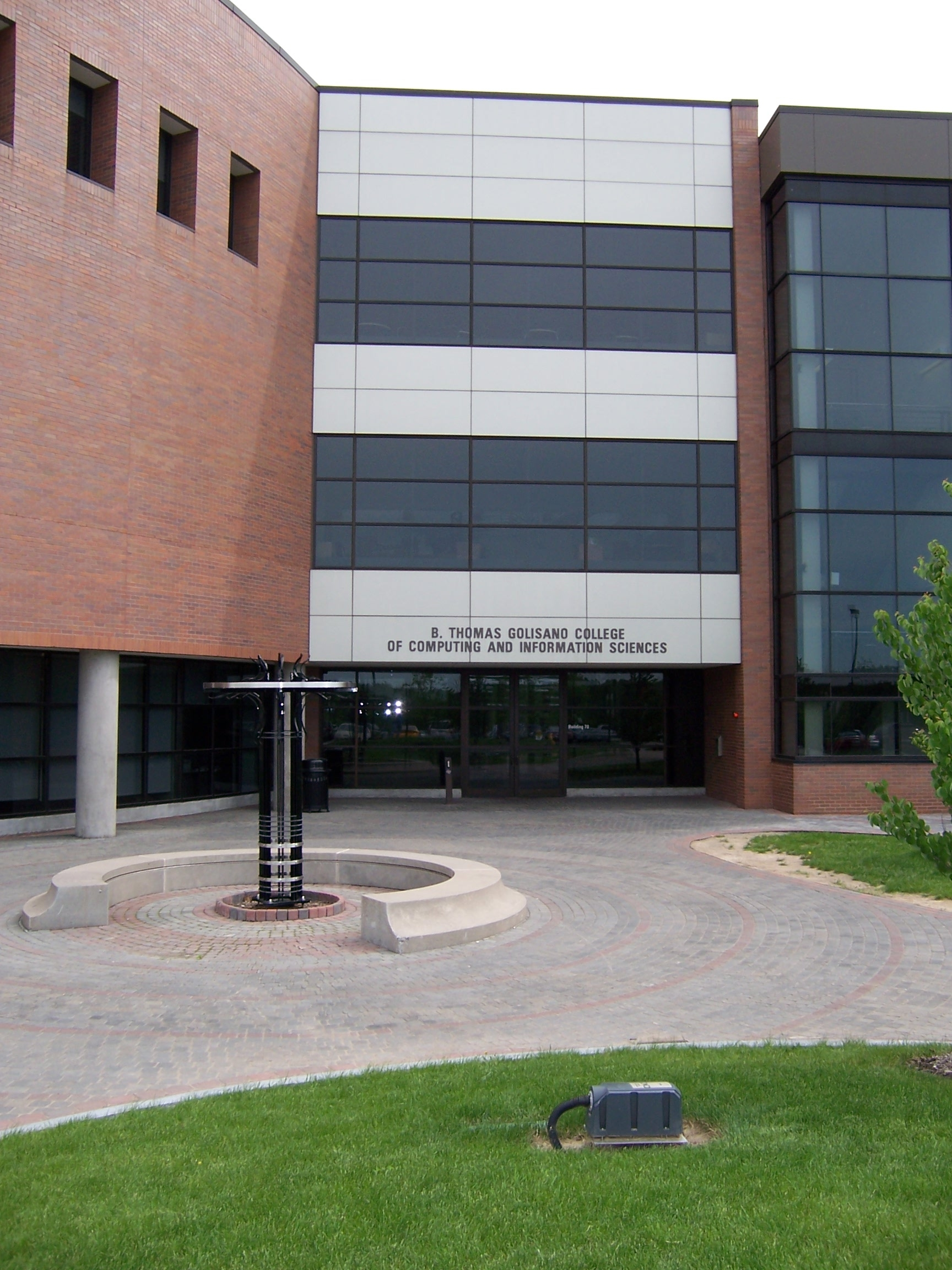
مبنى بي. ثوماس قوليسانو للحاسبات وعلوم المعلوماتية

- كلية العلوم التطبيقية والتكنولوجيا.
- كلية ساوندرز للأعمال.
- كلية بي. ثوماس قوليسانو للحاسبات وعلوم المعلوماتية.
- كلية كيت جليسين للهندسة.
- كلية العلوم الصحية والتكنولوجيا.
- كلية العلوم والفنون التصويرية.
- كلية الفنون التّحرُرِية.
- كلية العلوم.
- المعهد الوطني التقني للصم.

كما تضم ثلاث وحدات أكاديمية والتي تمنح درجات ولكنها لا تملك طاقم تعليمي كامل خاص بها وهي:
- مركز الدراسات متعددة الإتجاهات.
- مركز قوليسانو للاستدامة.
- الدراسات الجامعية.

بالإضافة إلى هذه الكليات، تقوم آر آي تي بتشغيل ثلاث مدارس في أوروبا وواحدة في الشرق الأوسط وهم:
- .الكلية الأمريكية لبراها في براغ التشيكية.
- معهد روشيستر للتكنولوجيا كرواتيا في دبروفينك و زغرب الكرواتية.
- الجامعة الأمريكية في كوسوفو.
- معهد روشيستر للتكنولوجيا دبي.

## الدراسات الأكاديمية

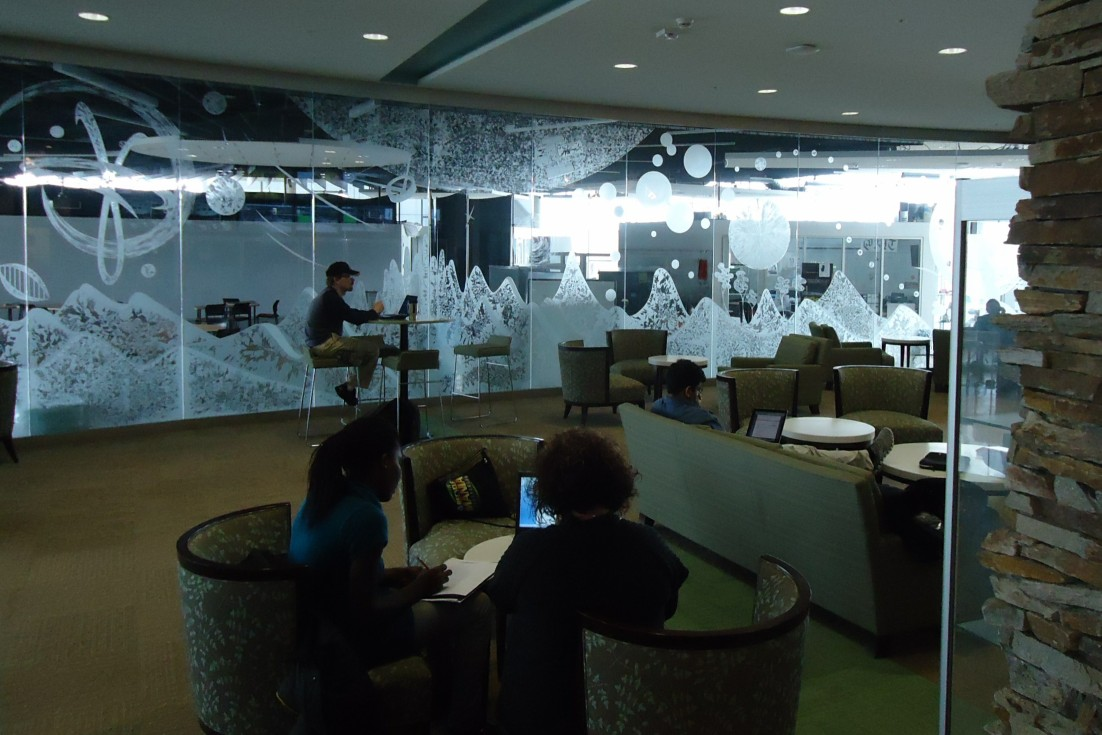
منظر داخلي لمنطقة الإستراحة في مبنى الخدمات الجامعية, والذي يحتضن مركز الإبداع الطلابي و قسم الجامعة المالي.

تشتهر آر آي تي بتعليمها ذوي التوجه الوظيفي والمهني. تقدم الجامعة حالياً أكثر من 200 برنامج أكاديمي، من ضمنها سبع برامج للدكتوراه في كلياتها الثمانية. في عام 2008/2009 ميلادية قدمت الجامعة 2483 شهادة بكالوريوس و 912 شهادة ماجستير و 10 شهادات دكتوراه، بالإضافة إلى 523 شهادة ودبلوم.
قُدرت التكاليف الدراسية لدرجة البكالوريوس في عام 2012/2013 ميلادية بـ 45,602 ألف دولار. يحصل طلاب البكالوريوس على مساعدات مالية تصل إلى 200 مليون دولار ويسفيد من هذي المساعدات بمختلف درجاتها 90%. تم اعتبار 3210 طالباً مؤهلاً لـ «منحة بيل» في عام 2007/2008.
مابين الثمان كليات، مانسبته 6.8% مسجل في كلية إي. فيليب ساوندؤز للآعمال، 15% مسجل في كلية كيت جليسين للهندسة، 4.3% مسجلين في كلية الفنون التّحرُرِية، 25.4% في كلية العلوم التطبيقية والتكنولوجيا، 18% في كلية بي. ثوماس قوليسانو للحاسبات وعلوم المعلوماتية، 13.9% في كلية العلوم والفنون التصويرية، 5.7% في المعهد الوطني التقني للصم و 9.2% مسجلين في كلية العلوم. تعتبر الدرجات العلمية في إدارة الأعمال، تكنولوجيا الهندسة، مدرسة الفنون والعلوم التصويرية، مدرسة التصميم والفن وتقنية المعلومات أكثر خمس درجات يتم تقديمها.
عانت آر آي تي مع المحافظة على الطلاب لفترة. تحسن الوضع في عهد الرئيس الحالي ديستلر. 91.3% من الطلاب الجدد في عام 2009 سجلوا بنجاح في الفصل الدراسي لخريف عام 2010 والذي أُعتبر رقم قياسي على حسب ماذكره الرئيس ديستلر.

### برنامج التدريب التعاوني
يعد برنامج التدريب التعاوني في آر آي تي والذي بدأ منذ عام 1912 رابع أقدم تدريب تعاوني في العالم. والخامس من ناحية الضخامة في أمريكا. يقدر عدد الطلاب الذين يقومن بالتدريب التعاوني سنوياً بـ 3500 طالب في حوالي 2000 مؤسسة وشركة. هذا البرنامج إما أن يكون متطلب إجباري (في بعض التخصصات) أو اختياري ويتيح للطلاب إمكانية التدرب لمدة خمس أرباع دراسية  مع التبديل بربع دراسي من المحاضرات. مدة التدريب التعاوني تختلف من تخصص لآخر وعادةً تترواح مابين فترة الثلاث لخمس شهور. في هذي الفترة لايُطالب الطالب بدفع أي مبالغ مالية للجامعة ومع ذلك يعتبر مسجل كطالب منتظم في الجامعة. تم تصنيف آر آي تي من قبل يو. اس. نيوز آند وورلد ريبورت كواحدة من 12 جامعة فقط للحصول على تقدير الامتياز في خانة الدورات التدريبية/التدريب التعاوني واستطاعت أن تحافظ على هذا التصنيف لمدة أربع سنين متتالية منذ بدء هذا التصنيف (والذي يتم الترشح له من قبل أعمدة الجامعات، ورؤوساء الشؤون الأكاديمية وأعمدتها) في عام 2002. يضاف إلى ذلك أنه وعلى حسب آخر تقرير لـبي سكيل كولج سالاري ريبورت يعد متوسط الراتب الابتدائي لطالب آر آي تي المتخرج حديثاً بـ 51,000 ألف دولار أمريكي مما يجعله أعلى راتب ابتدائي مقارنة بالجامعات الأخرى في منطقة روشيستر.

## البحث العلمي

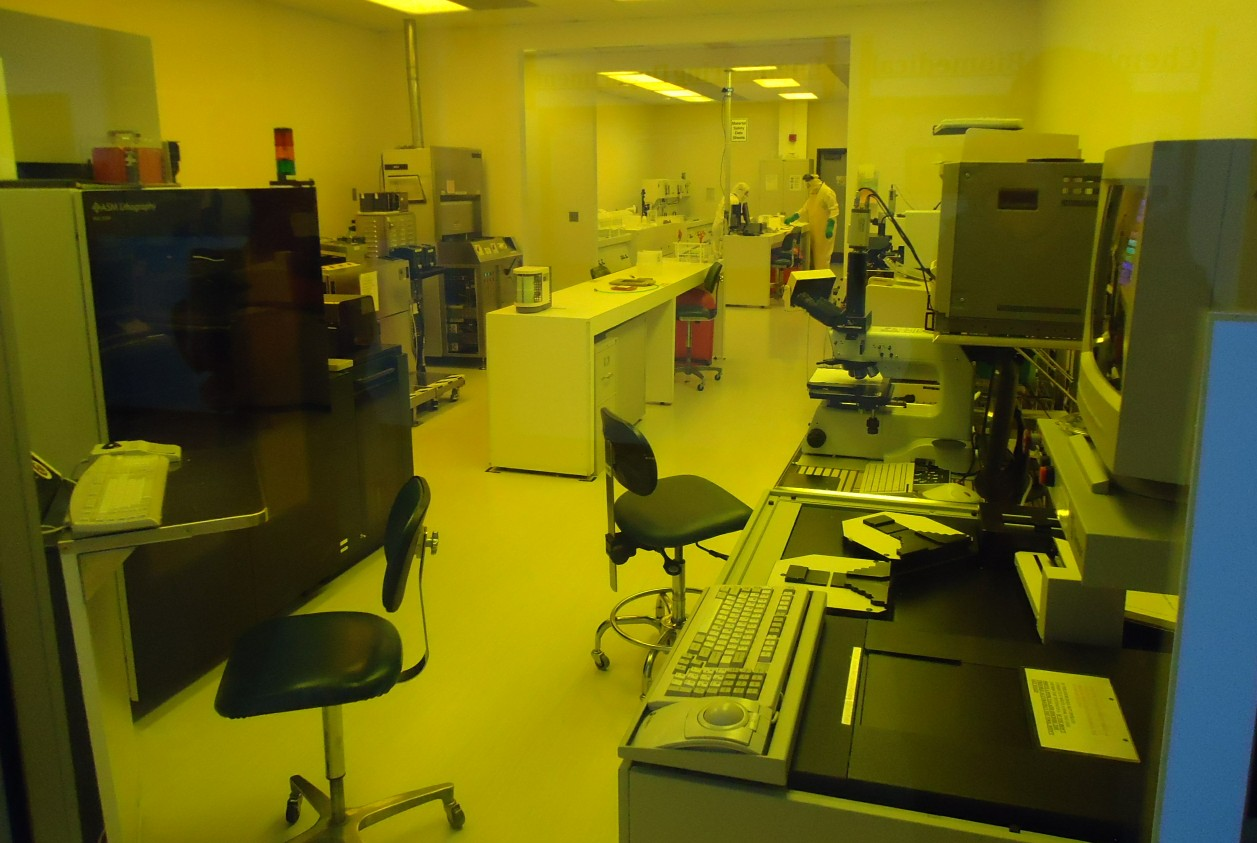
منظر بداخل معمل أشباه الموصلات والأنظمة الدقيقة.

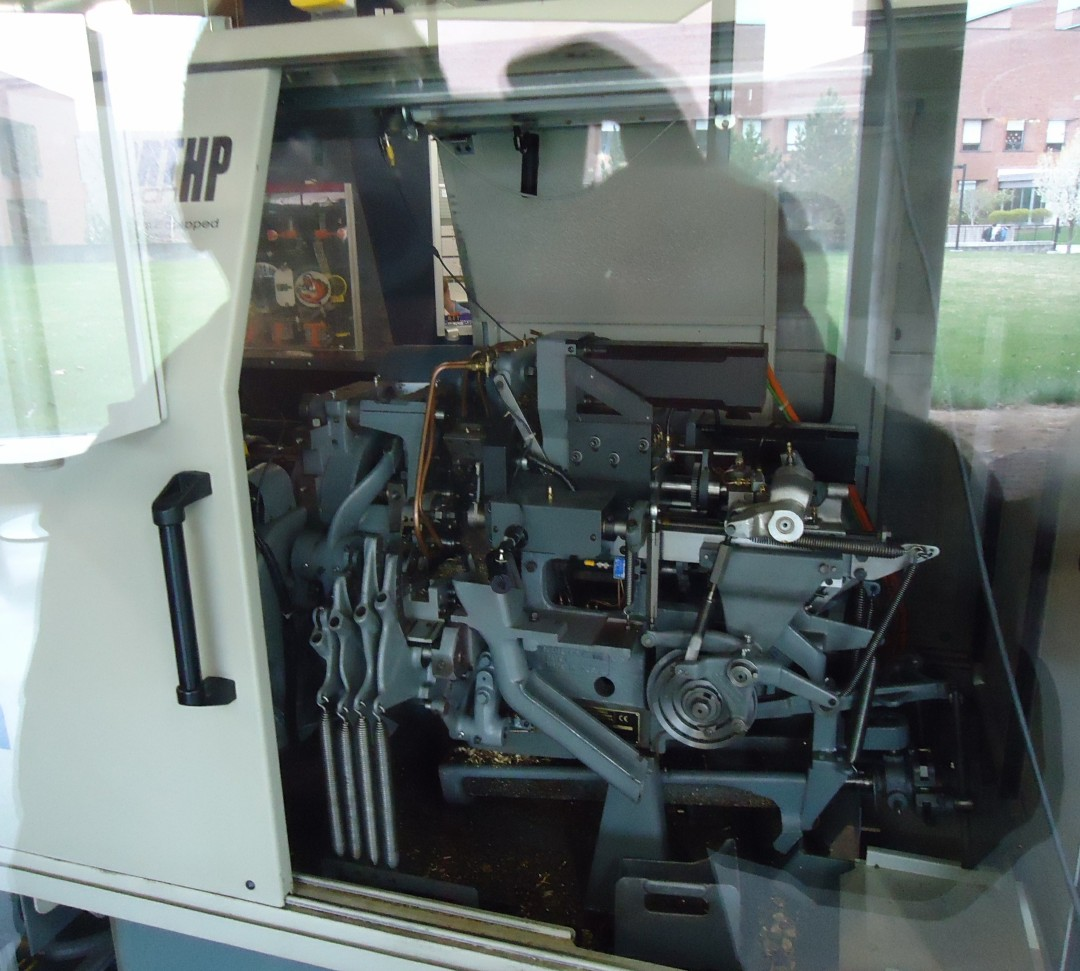
تقوم العديد من الشركات بالتبرع بألياتها و أدواتها للطلاب وذلك من أجل تحسينها ودراستها.

## أبرز الخريجين

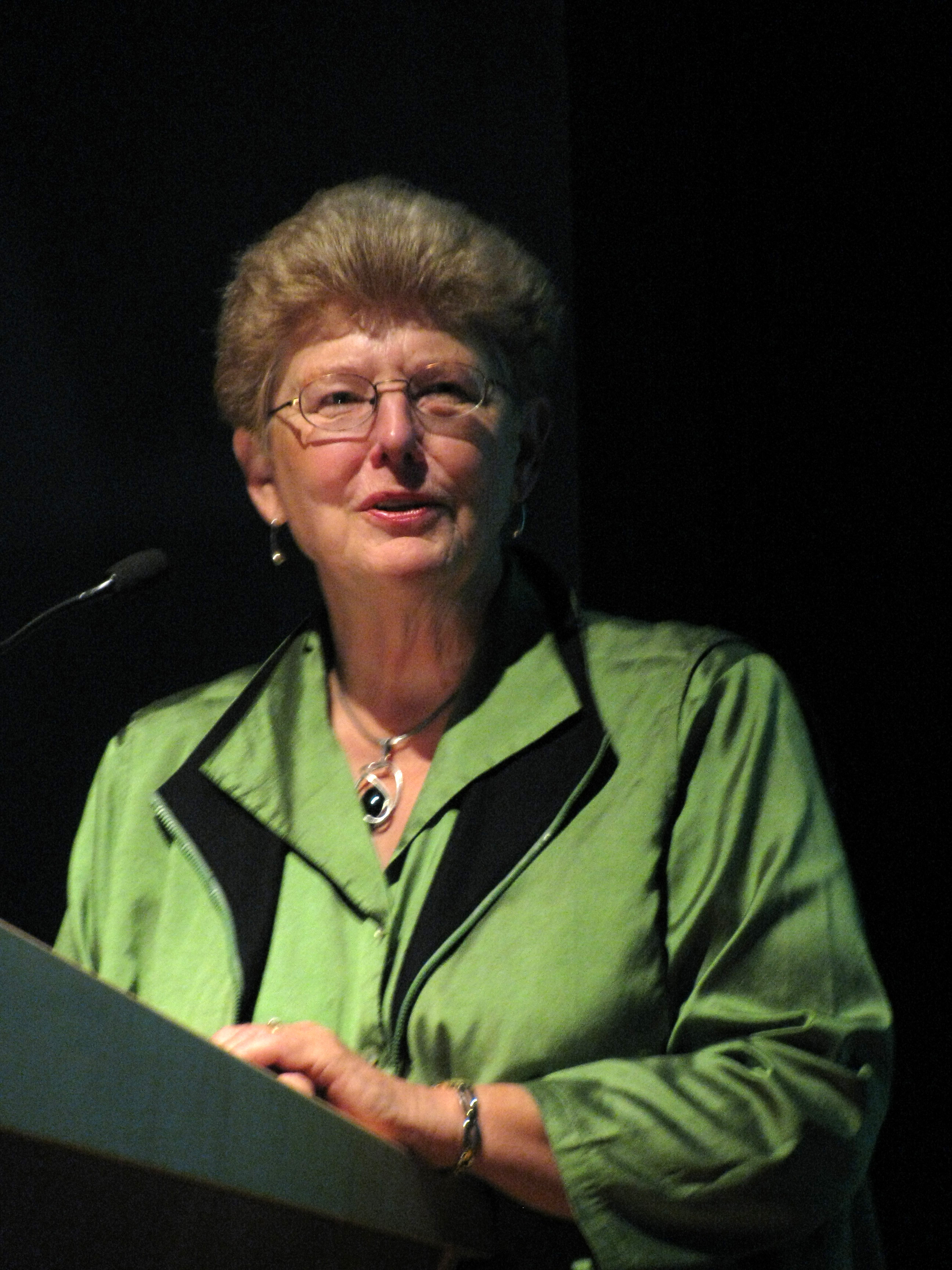
كاثرين هايلز حازت على شهادة البكالوريوس في عام 1966 من آر آي تي

لدى آر آي تي 110,000 خريج من جميع أنحاء العالم. من أبرز خريجي هذه الجامعة بوب دافي ملازم المحافظ في نيويورك، توم كورلي الرئيس والرئيس التنفيذي لأسويشتد بريس، دانيال كارب الرئيس السابق لشركة إيستمان كوداك و مطور البرمجيات ومؤوسس جي كويري، جون ريسج، ان. كاثرين هايلز الباحثة النظرية والمصور الصحفي بيرني بوسطن.

## معرض صور

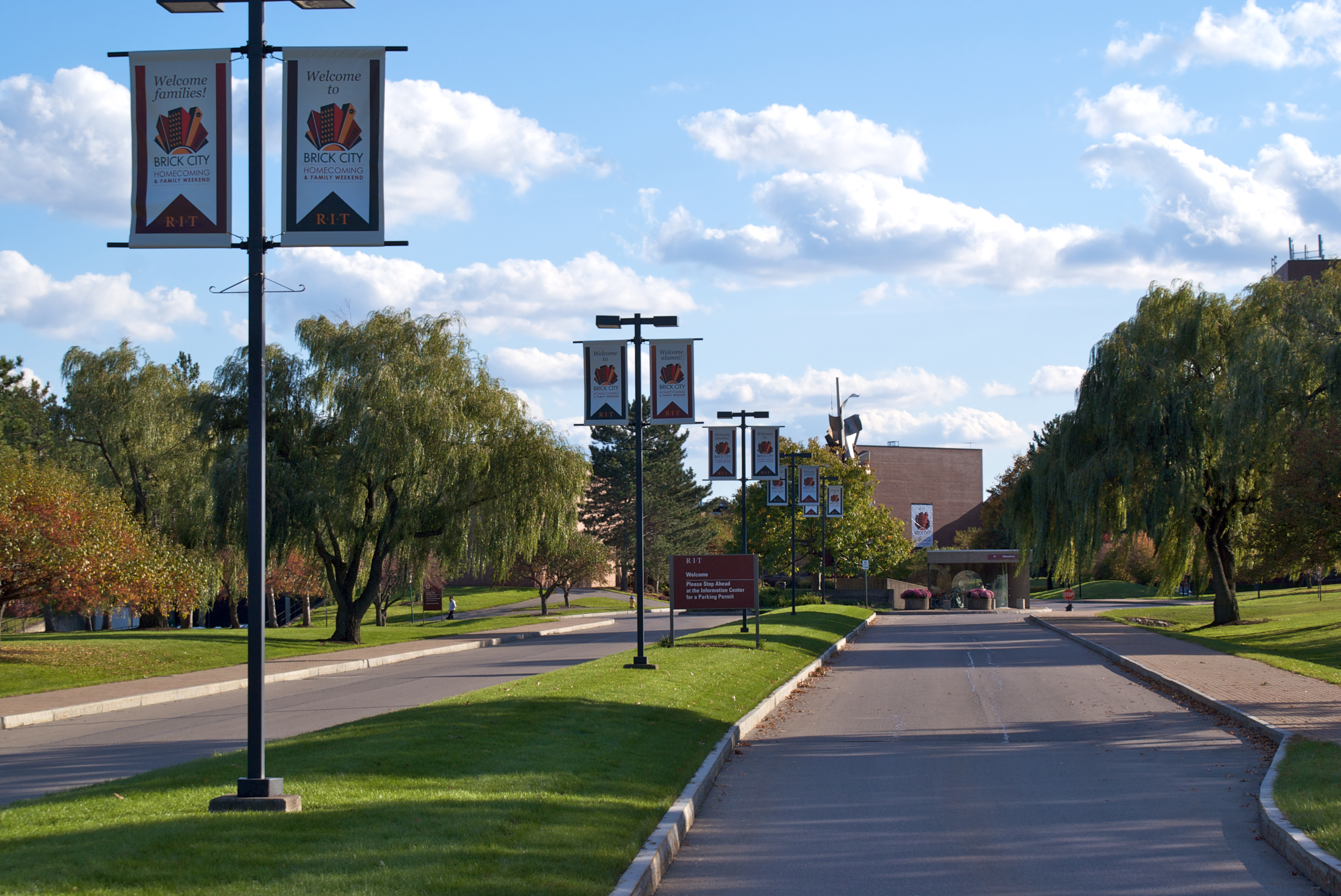
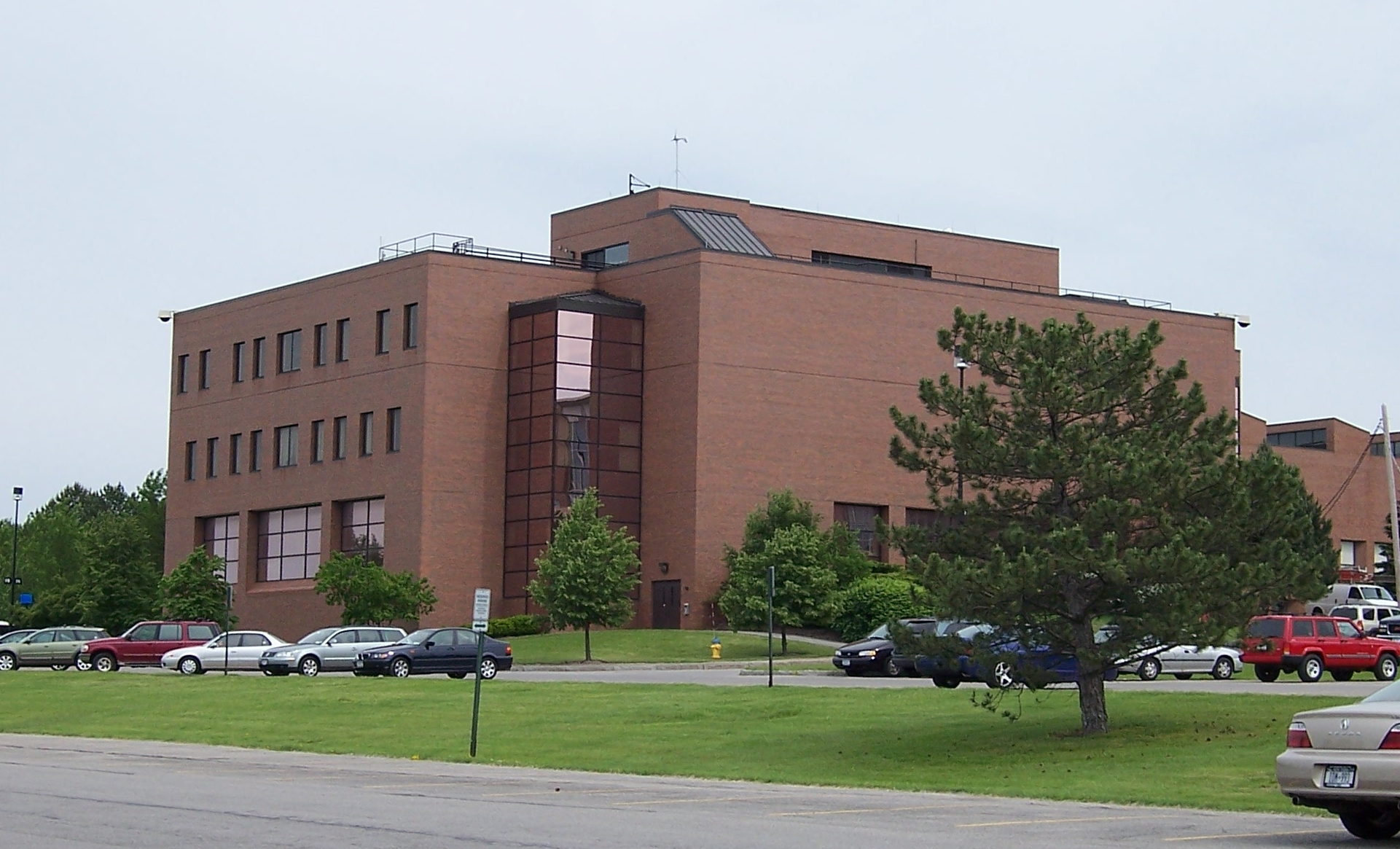
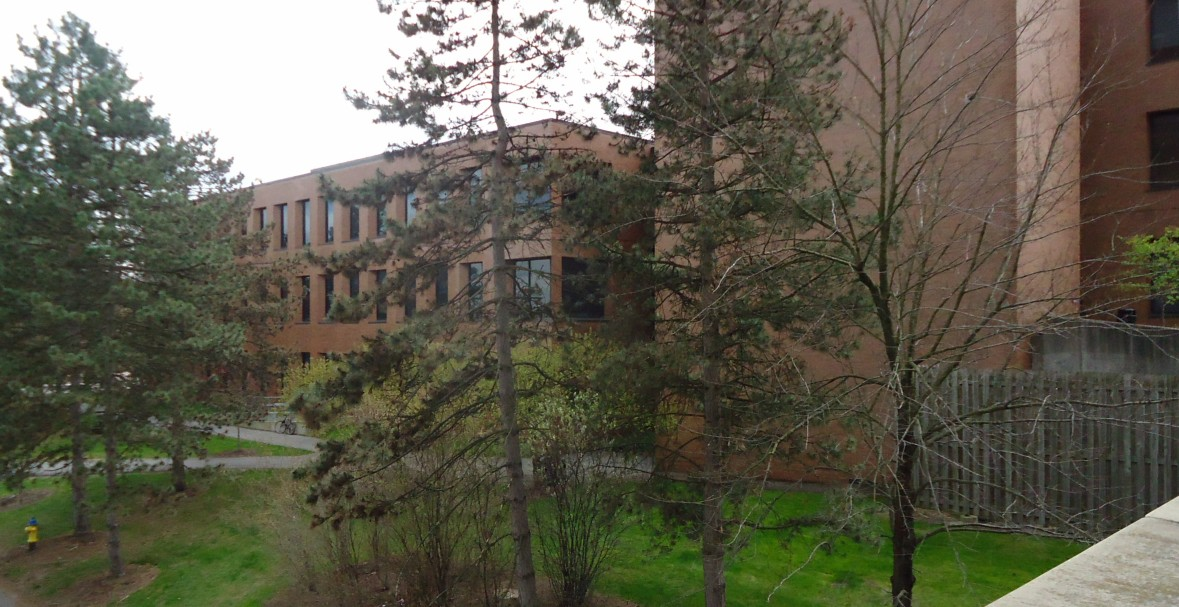
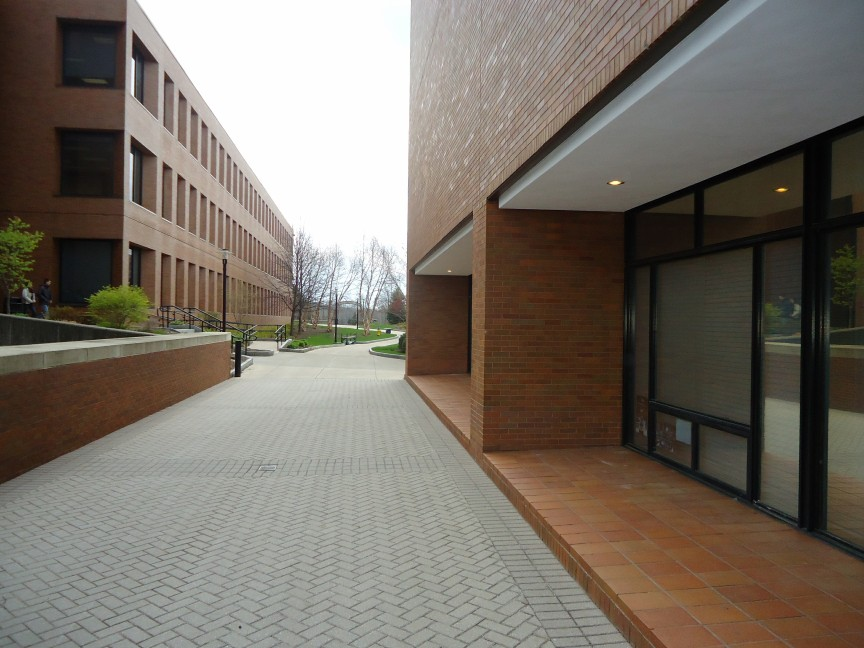
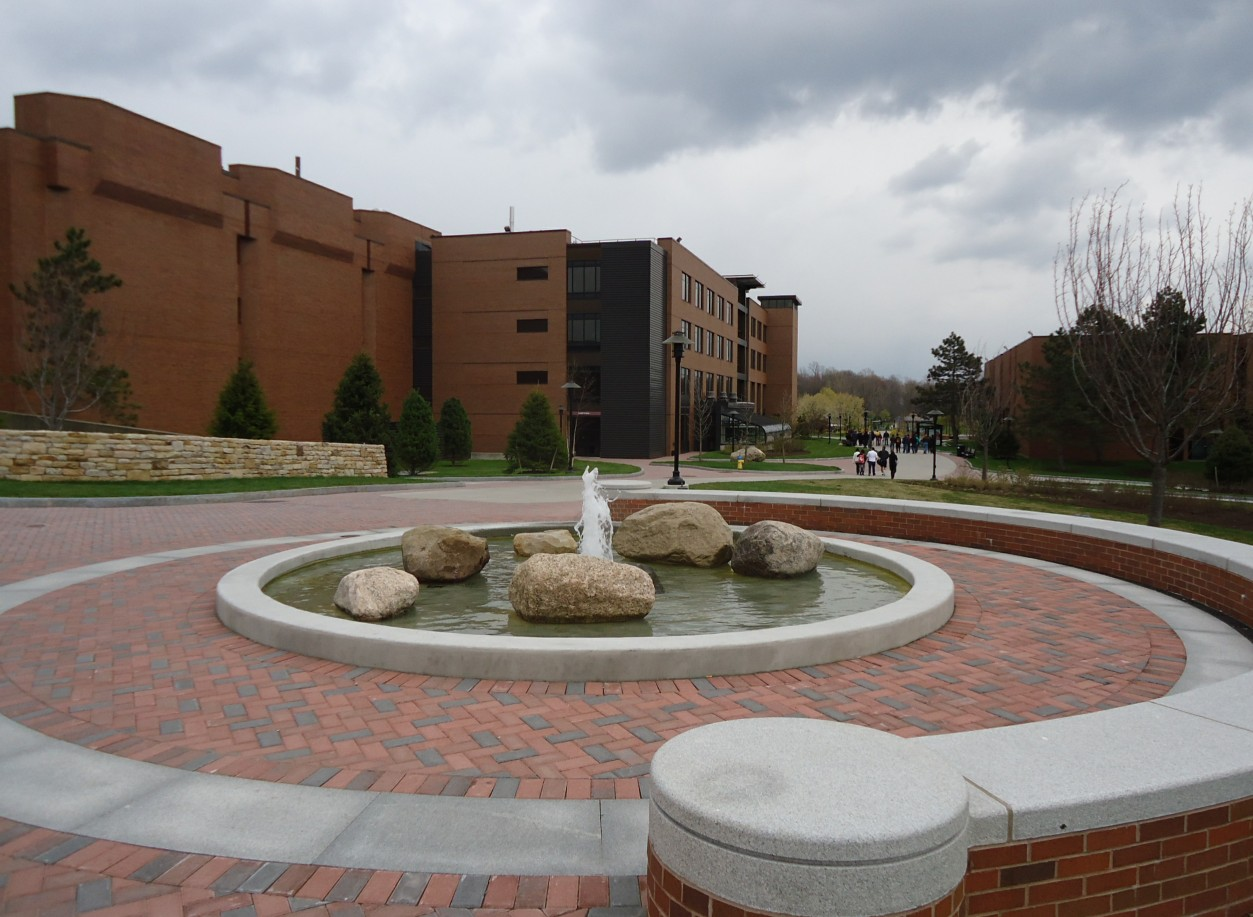
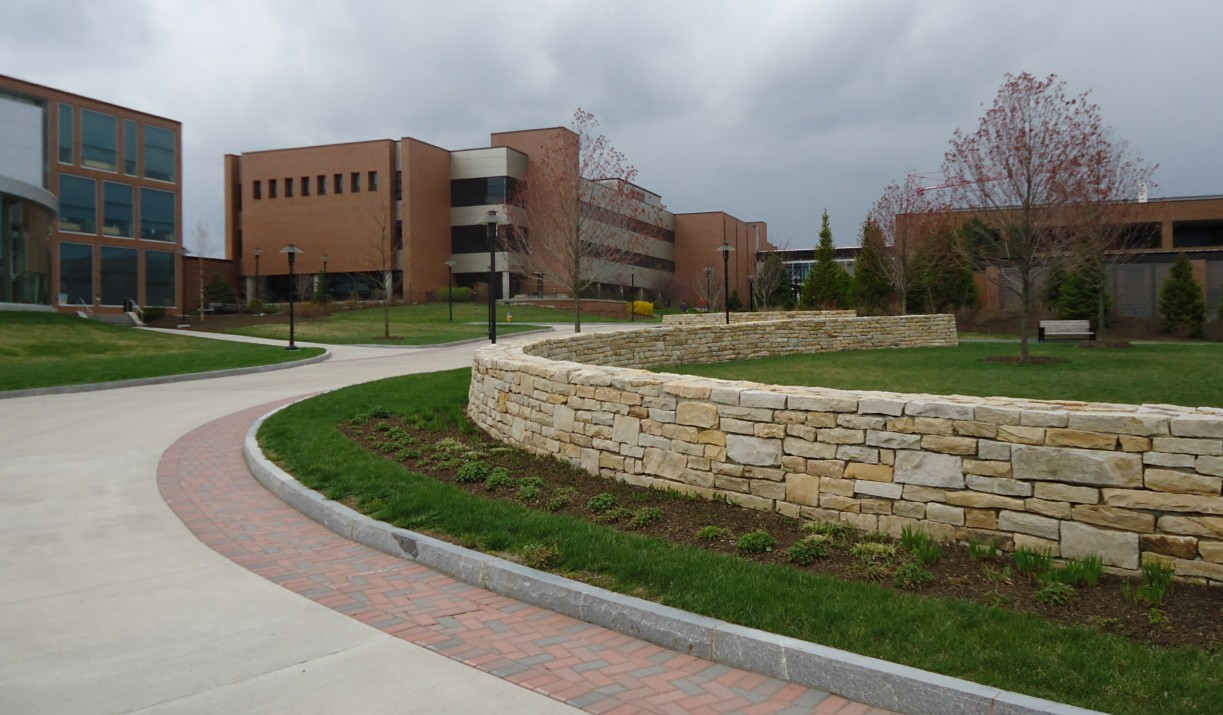